# Głośna Skała
Głośna Skała (słow. Hlásna skala, niem. Schallwand, węg. Hangzó-szirt) – turnia (1658 m n.p.m.)  na północno-wschodnich stokach Płaczliwej Skały w słowackich Tatrach Bielskich. 

## Pochodzenie nazwy
Głośna Skała jest dobrze widoczna ze Zdziaru. Na dawnych dokumentach oraz mapach często ją wymieniano. Nazwa pochodzi od tego, że jej turnie ponoć głośno i wielokrotnie odbijają echo. Pisał o tym już Stanisław Staszic: „Tak ją nazywano z przyczyny, iż do kilkunastu razy powtarza echo”.  Poniżej Głośnej Skały, po jej wschodniej stronie znajduje się niewielka Polana pod Głośną Skałą, na której rzekomo słyszano to echo. Władysław Cywiński uważa, że jeśli echo odbijało się, to już raczej od dużo bliższej Łasztowicy, ale opowieści tego typu to raczej tylko wytwór bujnej fantazji.

## Topografia
Po zachodniej stronie opada stromymi urwiskami do Żlebiny, po północnej do Głośnego Żlebu w Dolinie do Regli, po wschodniej wznosi się nad najniższą częścią Doliny Szerokiej. Z prawej krawędzi północnej ściany wyrasta porośnięty lasem grzbiet łączący Głośną Skałę z Żlebińskimi Turniami. Pomiędzy nimi znajduje się Żlebińska Przełęcz Wyżnia. W kierunku północno-wschodnim poprzez Głośne Wrótka (ok. 1530 m) łączy się z Głośną Turnią (1360 m).
Zbudowana jest z wapieni i dolomitów. Jej wierzchołek to rozległa platforma, częściowo trawiasta, częściowo kosówkowa. Na północno-zachodnim skraju, bezpośrednio nad Głośnym Przechodem wyrasta z niej o około 30 m wyższa skalista kopka tworząca jej szczyt. Opadająca do Głośnego Żlebu północna ściana ma wysokość około 220 m i niewiele mniejszą szerokość. Jest urwista, zwłaszcza w dolnej części, pozostałe jej części porasta kosodrzewina. W środkowej części znajdują się trzy depresje oddzielone filarami. Zbocze wschodnie porastają łany kosodrzewiny.

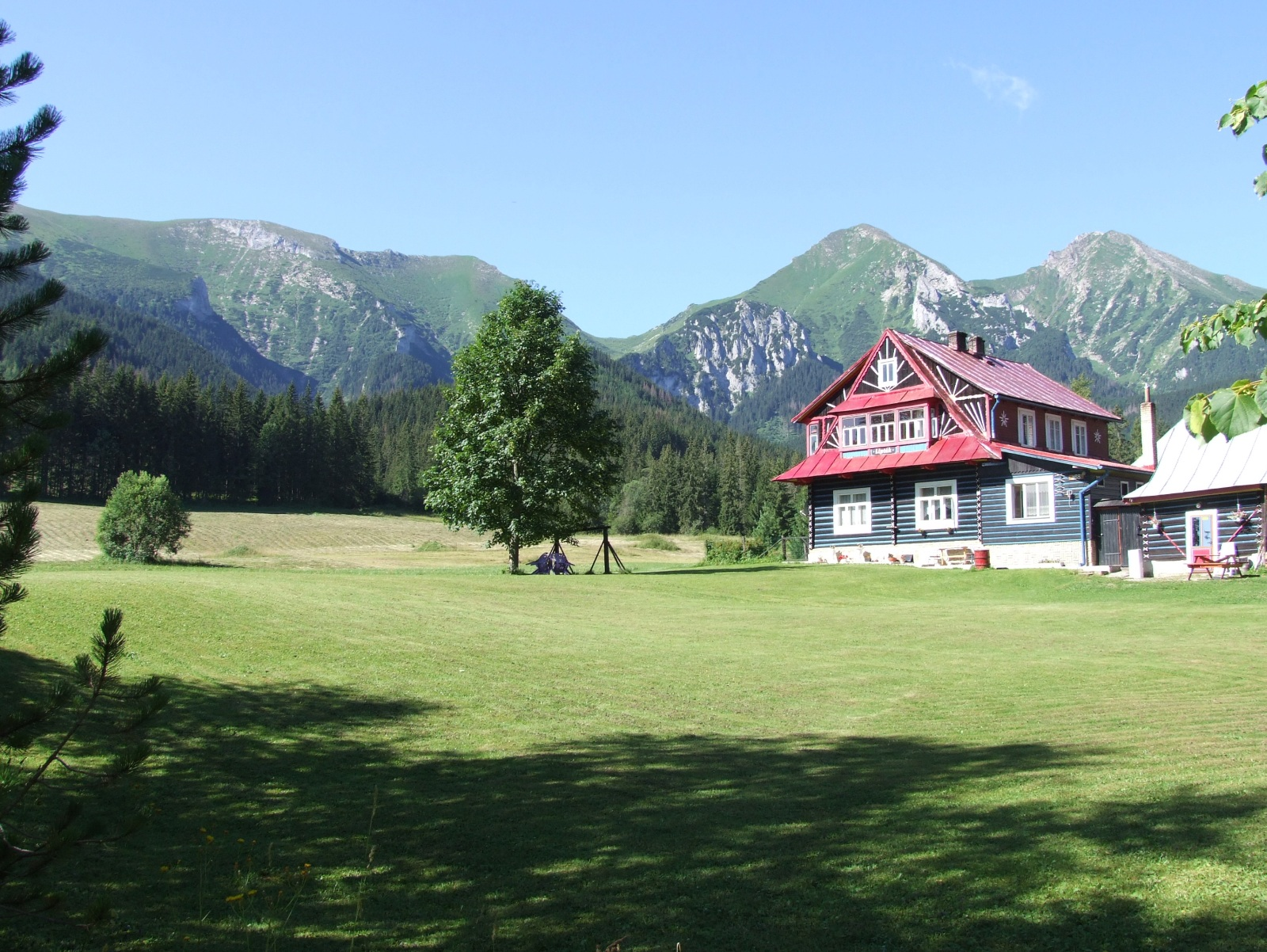
Widok z Doliny Mąkowej
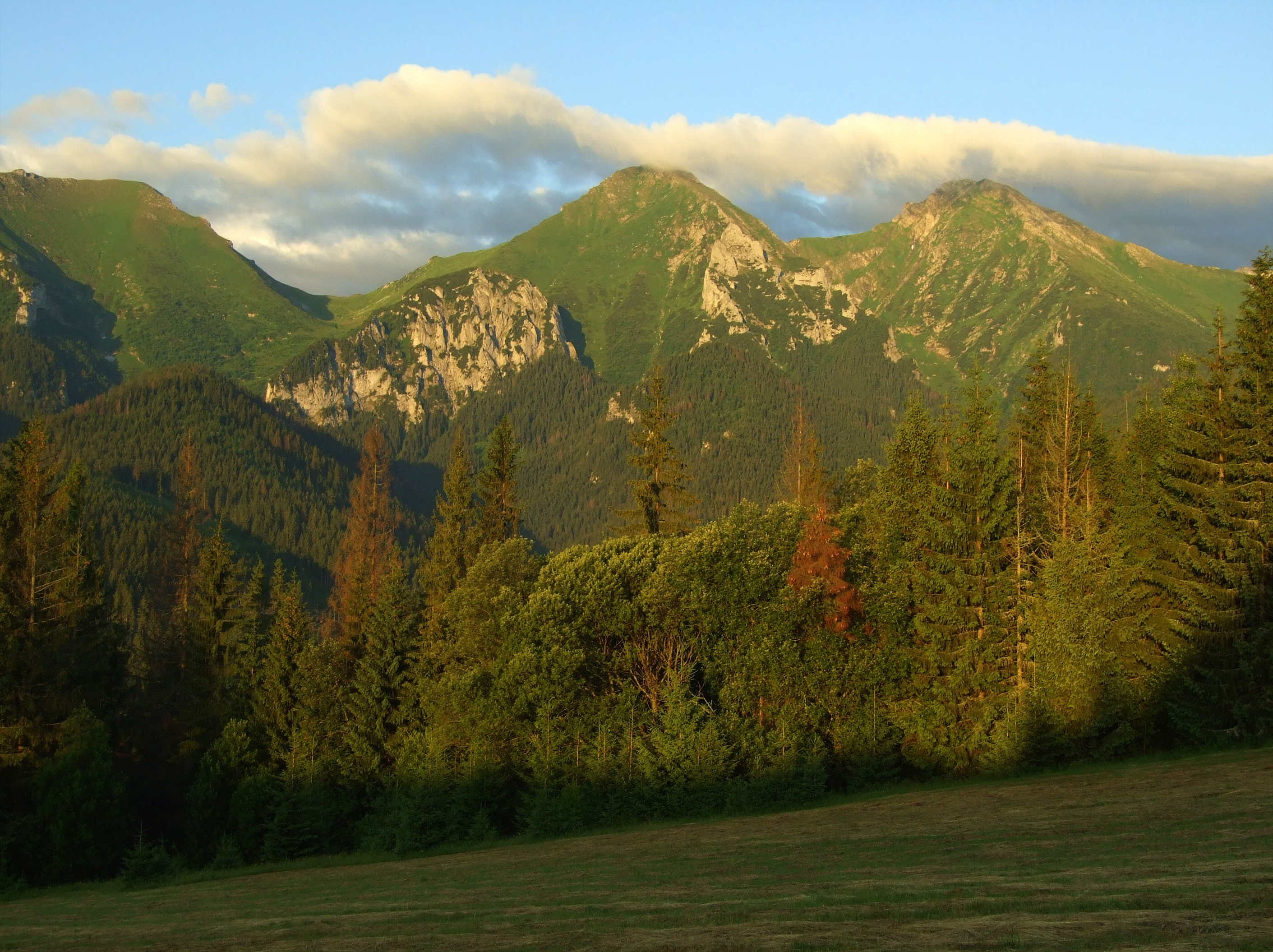
Widok od południa
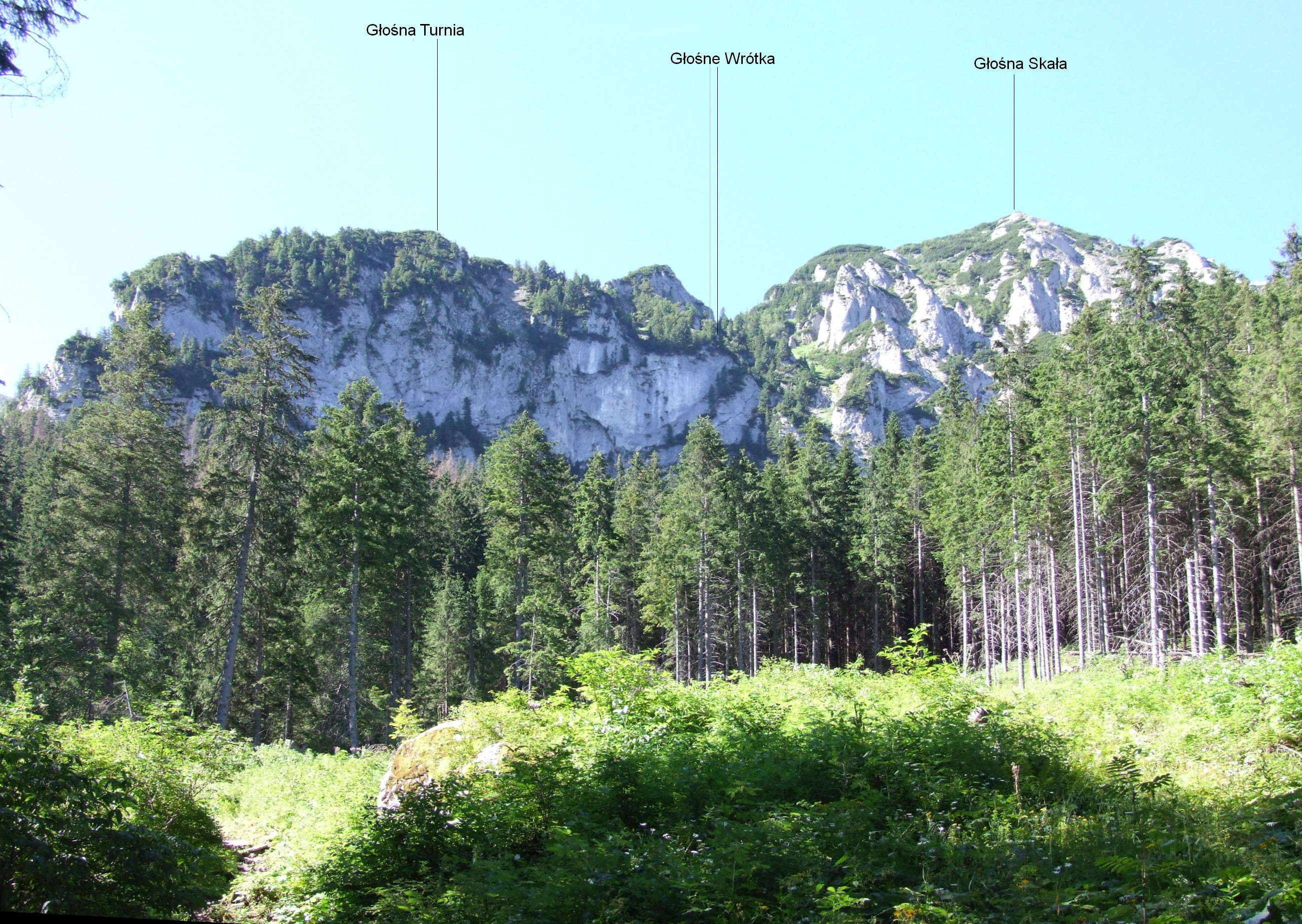
Ściana północna

## Szlak turystyczny
Zdziar – Dolina Mąkowa – Dolina do Regli – Dolina Szeroka Bielska – Szeroka Przełęcz Bielska – Szalony Przechód – Przełęcz pod Kopą. Suma podejść 1075 m, czas przejścia: 3.55 h, ↓ 3.10 h